# Патриция (сорт малины)
Малина 'Патриция' — сорт крупноплодной, не ремонтантный малины.

## Биологическое описание
Высота растений до 1,8 м, кусты полураскидистые. Побегов замещения 6—10, корневых отпрысков 5—7. Побеги прямые, опушённые, шипы отсутствуют, восковой налёт от слабого до среднего. Плодовые веточки хорошо развитые, удлинённые, прочные, имеют по 2—4 порядка ветвления и формируют 15—20 крупных ягод.
Листья в основном пятилисточковые, крупные и средние, плоские с плоскими листочками, слабо морщинистые, светло-зелёные, при распускании красновато-коричневые, края листьев городчатые.
Плодоносит ежегодно, сорт раннего срока созревания (5—7 июля), основное плодоношение за 5—6 сборов завершается к 1 августа. Один из самых урожайных сортов. Продуктивность высокая и очень высокая — около 25 т/га или по 4—5 кг с куста.
Ягоды конические, поверхность бархатистая, крупные и очень крупные (4—12 г). Костянки мелкие и однородные, плотно сцеплены между собой, ягоды средней плотности, снимаются с плодоложа не разламываясь, при полном созревании долго не осыпаются. Вкус ягод сладкий с «малинным» ароматом, мякоть сочная, тающая. Семена немногочисленные, мелкие. Ягоды используются для потребления в свежем виде и домашней переработки (варенья, джемы, пастила, компоты).
В плодах содержится комплекс четырёх производных цианидина: цианидина-3-глюкозида, цианидина-3-рутинозида, цианидина-3-рутинозида и цианидина-3-глюкозилрутинозида с различным соотношением индивидуальных компонентов. Содержание антоциана (отвечающего за окраску плодов) — 39 мг на 100 г.

## Происхождение
Первый сорт крупноплодной малины отобран среди растений сорта «Моллинг Джуел» в Англии селекционером Дэреком Дженнингсом. Мутантная форма оказалась носителем доминантного аллеля гена L1. Анализ потомства от скрещивания мутанта с различными сортами показал, что мутация вызвана переходом единичного гена L1 из рецессивного состояния в доминантное. В дальнейшем на этой генетической основе была создана серия крупноплодных и высокоурожайных сортов.
Сорт «Патриция» получен в 1986 году, в Москве, в Институте садоводства (ВСТИСП) профессором В. В. Кичиной от скрещивания сорта 'Маросейка' с донором М102, отобран в 1989 году под номером К55. С 1992 года размножен под названием 'Патриция'.
Присутствие гена А10 делает сорт иммунным к малинной тле — переносчику четырёх вирусов (крапчатости, листовой пятнистости, некроза чёрной малины, жёлтой сетчатости).
Доминантная аллель гена L1 оказывает плейотропный эффект на удлинение чашелистиков, на размер ягод и на усиление ветвления латералов (плодовых веточек). Отрицательной особенностью форм с геном L1 является их генетическая нестабильность, то есть этот ген переходит из доминантного состояния в рецессивное.

## В культуре
Зимостойкость умеренная, переносит понижения температуры до −30 °С. В зонах с более суровыми морозами (в частности, в Московской области) требуется пригибание побегов под снег. В средней полосе кратковременные морозы чуть ниже –30º С в большинстве местностей не являются редкостью, поэтому пригибать побеги придётся обязательно.
Сорт технологичен в больших насаждениях, в питомнике обеспечивает хороший выход товарных саженцев. Устойчивость к дидимелле, антракнозу, ботритису на уровне лучших стандартных сортов. Восприимчив к фитофторе и требует регулярных мер борьбы с ней.